# Голод (фільм, 2008)
«Голод» (англ. Hunger) — британсько-ірландська біографічна драма режисера Стіва МакКвіна (був також сценаристом), що вийшла 2008 року. У головних ролях Майкл Фассбендер, Ліам Каннінгем.
Сценаристом також була Енда Волш, продюсером були Робін Ґатч, Лаура Гастінґс-Сміт. Вперше фільм продемонстрували 15 травня 2008 року у Франції у Каннському кінофестивалі.
В Україні у кінопрокаті фільм не демонструвався. Переклад та озвучення українською мовою зроблено студією «Цікава ідея» на замовлення Hurtom.com у грудні 2013 року у рамках проекту «Хочеш кіно українською? Замовляй!».

## Сюжет
Боббі Сендса, одного з лідерів Ірландської республіканської армії, засудили 1977 року на 14 років позбавлення волі за зберігання вогнепальної зброї, з якої стріляли у поліцейських. Він протестував проти умов утримання і надання таким в'язням статусу політично засуджених.

## У ролях
| Актор            | Персонаж                               | Роль                                                 |
| ---------------- | -------------------------------------- | ---------------------------------------------------- |
| Майкл Фассбендер | Боббі Сендс (англ. Bobby Sands)        | один з лідерів Ірландської республіканської армії    |
| Ліам Каннінгем   | Домінік Моран (англ. Dominic Moran)    | священник                                            |
| Ліам МакМагон    | Джеррі Кемпбелл (англ. Gerry Campbell) |                                                      |
| Стюарт Ґрегем    | Реймонд Логан (англ. Raymond Lohan)    | тюремний офіцер                                      |
| Браян Мілліґан   | Дейві Ґіллен (англ. Davey Gillen)      | ув'язнений солдат Ірландської республіканської армії |

## Сприйняття

### Критика
Фільм отримав позитивні відгуки: Rotten Tomatoes дав оцінку 90% на основі 115 відгуків від критиків (середня оцінка 7,8/10) і 83% від глядачів із середньою оцінкою 3,7/5 (71,923 голоси). Загалом на сайті фільми має позитивний рейтинг, фільму зарахований «стиглий помідор» від кінокритиків і «попкорн» від глядачів, Internet Movie Database — 7,6/10 (33 494 голоси), Metacritic — 82/100 (25 відгуків критиків) і 8,0/10 від глядачів (55 голосів). Загалом на цьому ресурсі від критиків і від глядачів фільм отримав позитивні відгуки.

### Касові збори
Під час показу у США, що розпочався 5 грудня 2008 року, протягом першого тижня фільм був показаний в 1 кінотеатрі і зібрав 1,980 $, що на той час дозволило йому зайняти 95 місце серед усіх прем'єр. Показ фільму протривав 189 днів (27 тижнів) і завершився 7 червня 2009 року. За цей час фільм зібрав у прокаті у США 154,084  доларів США, а у решті світу 2,570,390  доларів США, тобто загалом 2,724,474  доларів США.

### Нагороди і номінації[10]
| Рік  | Нагорода                             | Категорія | Номінант                                                 | Результат |
| ---- | ------------------------------------ | --- | -------------------------------------------------------- | --------- |
| 2008 | Премія британського незалежного кіно | Найкращий актор британського незалежного фільму                                                                                   | Майкл Фассбендер                                         | Перемога  |
| 2008 | Премія британського незалежного кіно | За найкращі технічні досягнення                                                                                                   | Шон Боббітт                                              | Перемога  |
| 2008 | Премія британського незалежного кіно | Приз Дугласа Гікокса за найкращий режисерський дебют                                                                              | Стів МакКвін                                             | Перемога  |
| 2008 | Премія британського незалежного кіно | Найкращий британський незалежний фільм                                                                                            | стрічка                                                  | Номінація |
| 2008 | Премія британського незалежного кіно | Найкращий актор другого плану | Ліам Каннінгем                                           | Номінація |
| 2008 | Премія британського незалежного кіно | Найкращий режисер британського незалежного фільму                                                                                 | Стів МакКвін                                             | Номінація |
| 2008 | Премія британського незалежного кіно | Найкращий сценарій | Енда Волш, Стів МакКвін                                  | Номінація |
| 2008 | Каннський кінофестиваль              | Золота камера | Стів МакКвін                                             | Перемога  |
| 2009 | Премія БАФТА у кіно                  | Нагорода Карла Формана за особливі досягнення британського режисера, письменника або виробника у своєму першому художньому фільмі | Стів МакКвін                                             | Перемога  |
| 2009 | Премія БАФТА у кіно                  | Премія Олександр Корда за найкращий британський фільм                                                                             | Лаура Гастінґс-Сміт, Робін Ґатч, Стів МакКвін, Енда Волш | Номінація |

### Виноски
1. 1 2 3  Hunger: Release Info (англ.). Internet Movie Database. Архів оригіналу за 19 серпня 2013. Процитовано 22 грудня 2013.
2. 1 2  Hunger (англ.). Box Office Mojo. Архів оригіналу за 12 грудня 2013. Процитовано 22 грудня 2013.
3. 1 2  Hunger (англ.). Internet Movie Database. Архів оригіналу за 28 грудня 2013. Процитовано 22 грудня 2013.
4. ↑  Hunger (англ.). AllMovie. Архів оригіналу за 21 лютого 2014. Процитовано 22 грудня 2013.
5. ↑  Hunger: Full Cast & Crew (англ.). Internet Movie Database. Процитовано 22 грудня 2013.
6. ↑  Голод. Премьеры (рос.). КиноПоиск. Архів оригіналу за 24 грудня 2013. Процитовано 22 грудня 2013.
7. ↑  Hunger (англ.). Rotten Tomatoes. Архів оригіналу за 2 січня 2014. Процитовано 22 грудня 2013.
8. ↑  Hunger (англ.). Metacritic. Архів оригіналу за 16 квітня 2014. Процитовано 22 грудня 2013.
9. ↑  Hunger (англ.). The Numbers. Архів оригіналу за 24 грудня 2013. Процитовано 22 грудня 2013.
10. ↑  Hunger: Awards (англ.). Internet Movie Database. Архів оригіналу за 5 березня 2016. Процитовано 22 грудня 2013.